# Anja Nissen
Anja Nissen (Nova Gales do Sul, 6 de novembro de 1995), às vezes referida apenas como Anja, é uma cantora, compositora e dançarina australiana. Ficou conhecida como a campeã da terceira temporada do programa The Voice, o que a fez assinar um contrato de gravação com a Universal Music Group. Seu disco de estreia, Anja Nissen (2014), chegou ao décimo primeiro lugar na ARIA Albums Chart — principal tabela de álbuns da Austrália — comercializando mais de mil unidades na semana de estreia. Em 2017, interpretou o tema "Where I Am" e foi escolhida para representar a Dinamarca no Festival Eurovisão da Canção.